# Commandaria

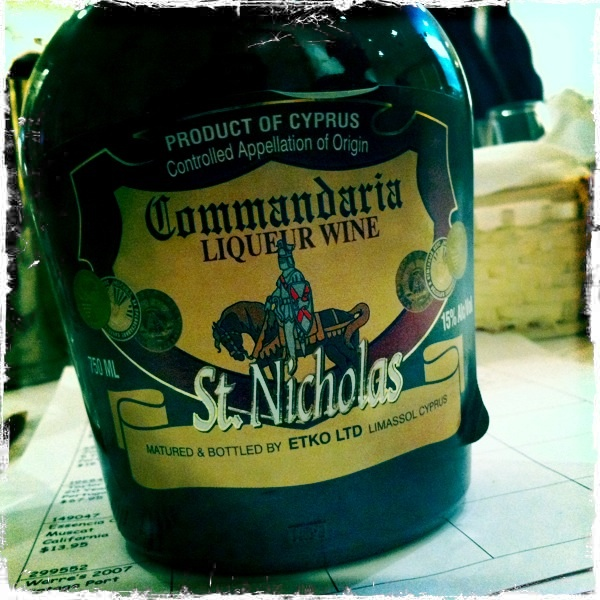

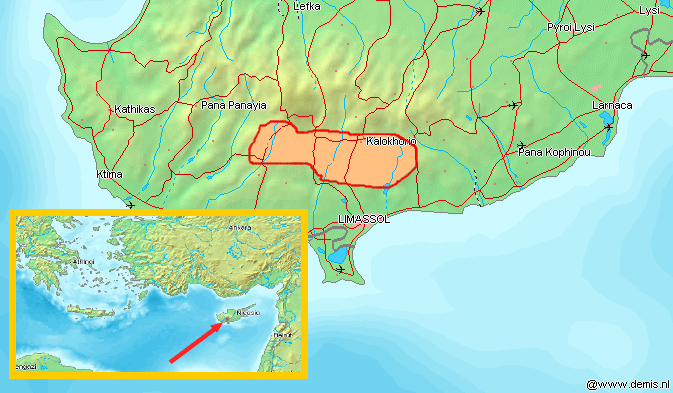
Region produkcji commandarii

Commandaria (gr. Κουμανδαρία) – cypryjskie słodkie i esencjonalne wino deserowe, wytwarzane na wschodnich zboczach Gór Trodos, w dystrykcie Limassol. 
Nazwa pochodzi od dawnego określenia posiadłości z winnicami. Wino powstaje z podsuszanych na słońcu dwóch odmian winorośli: białej xynistéri (ξυνιστέρι) i czerwonej mávro (μαύρο). Fermentowane jest powoli, przez 2-3 miesiące i musi dojrzewać w dębowych beczkach przynajmniej 2 lata. Niektórzy wytwórcy stosują system solera (pozostawianie w beczkach części starszego wina), znany lokalnie jako mana.
Commandaria miała niegdyś status legendy, lecz później popadła nieco w zapomnienie. Kosztował ją Ryszard I Lwie Serce i cenił sułtan Sulejman II.
Od 2 marca 1990 wino to ma własną apelację. Produkowane jest z owoców z winnic liczących 2000 ha w 14 wyznaczonych gminach: Ajos Jeorjos, Ajos Konstantinos, Ajos Mamas, Ajos Pawlos, Apsiu, Jerasa, Doros, Zoopiji, Kalo Chorio, Kapilio, Lania, Luwaras, Monagri i Siliku. 